# Bolesław Pohorecki

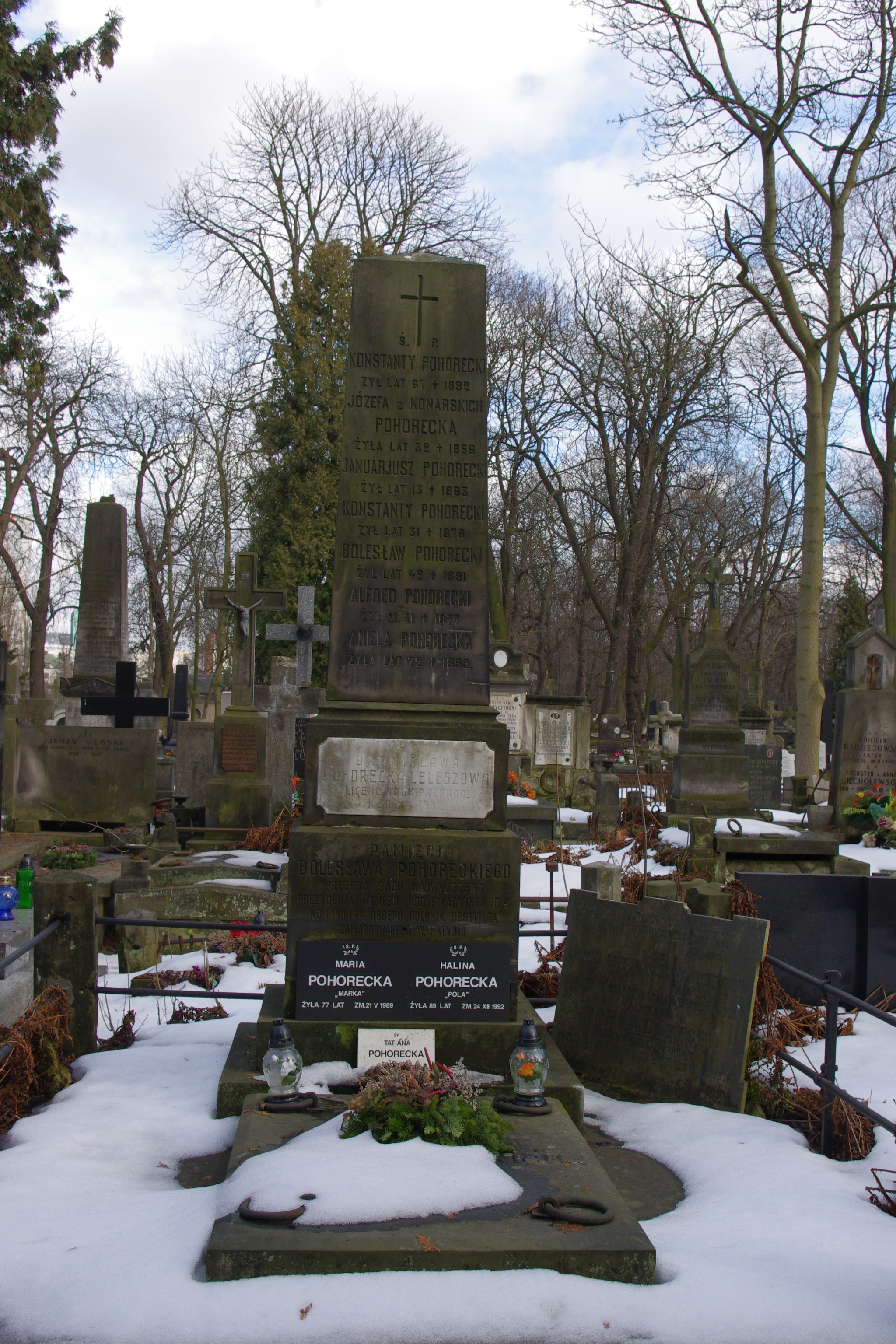
Grób symboliczny Bolesława Pohoreckiego na cmentarzu Powązkowskim w Warszawie

Bolesław Norbert Pohorecki (ur. 6 czerwca 1878 w Warszawie, zm. 1940 w Katyniu) – polski prawnik, specjalista prawa cywilnego, prezes Izby Cywilnej Sądu Najwyższego II RP, ofiara zbrodni katyńskiej.

## Życiorys
Syn Nikodema i Zuzanny z Turkowskich. W 1903 roku ukończył studia na Wydziale Prawa Uniwersytetu Warszawskiego. W latach 1906–1917 pracował jako adwokat, a w 1917 roku został sędzią Sądu Apelacyjnego w Warszawie. Był pracownikiem Komisji Prawa Cywilnego Tymczasowej Rady Stanu. W 1920 roku, w okresie wojny polsko-bolszewickiej, wstąpił ochotniczo do Wojska Polskiego. W latach 1920–1926 prokurator Sądu Najwyższego, od 1926 roku prezes Izby Cywilnej Sądu Najwyższego. W latach 1926–1936 prezes Trybunału Kompetencyjnego. Pełnił funkcję prezydenta Komisji Kodyfikacyjnej II RP. Autor przepisów prawnych i licznych publikacji z zakresu prawa cywilnego.
Po wybuchu II wojny światowej 1939 i agresji ZSRR na Polskę został aresztowany przez Sowietów. Został osadzony w specjalnym obozie NKWD w Kozielsku jako osoba cywilna. Wiosną 1940 został przetransportowany do Katynia i rozstrzelany przez funkcjonariuszy Obwodowego Zarządu NKWD w Smoleńsku oraz pracowników NKWD przybyłych z Moskwy na mocy decyzji biura politycznego KC WKP(b) z 5 marca 1940. Został pochowany na terenie obecnego Polskiego Cmentarza Wojennego w Katyniu, gdzie w 1943 jego ciało zidentyfikowano podczas ekshumacji prowadzonych przez Niemców pod numerem 409. Przy zwłokach zostały odnalezione dowód osobisty, telegram, list, osiem pocztówek, wizytówka oraz adres miejsca zamieszkania przy ulicy Starołowickiej 99 w Warszawie. Jego symboliczny grób znajduje się na cmentarzu Powązkowskim w Warszawie (kwatera 33-6-6/7).
Jego żoną była Jadwiga z Richterów.

## Ordery i odznaczenia
- Krzyż Komandorski z Gwiazdą Orderu Odrodzenia Polski (10 listopada 1927)[5]
- Krzyż Komandorski Orderu Odrodzenia Polski (2 maja 1923)[6][7]
- Złoty Krzyż Zasługi (11 listopada 1937)[8]